# Тигасаки
Тигаса́ки (яп. 茅ヶ崎市 Тигасаки-си) — Особый город в Японии, находящийся в префектуре Канагава. Площадь города составляет 35,71 км², население — 237 604 человека (1 августа 2014), плотность населения — 6653,71 чел./км².

## Географическое положение
Город расположен на острове Хонсю в префектуре Канагава региона Канто. С ним граничат города Фудзисава, Хирацука и посёлок Самукава.

## Население
Население города составляет 237 604 человека (1 августа 2014), а плотность — 6653,71 чел./км². Изменение численности населения с 1980 по 2005 годы:
| 1980 | 171 016 чел. |  |
| 1985 | 185 030 чел. |  |
| 1990 | 201 675 чел. |  |
| 1995 | 212 874 чел. |  |
| 2000 | 220 809 чел. |  |
| 2005 | 228 420 чел. |  |

## Символика
Деревом города считается акация, цветком — рододендрон, птицей — большая синица.

## Города-побратимы
- Окадзаки, Япония (1983)